# Герпетофауна Запорізької області

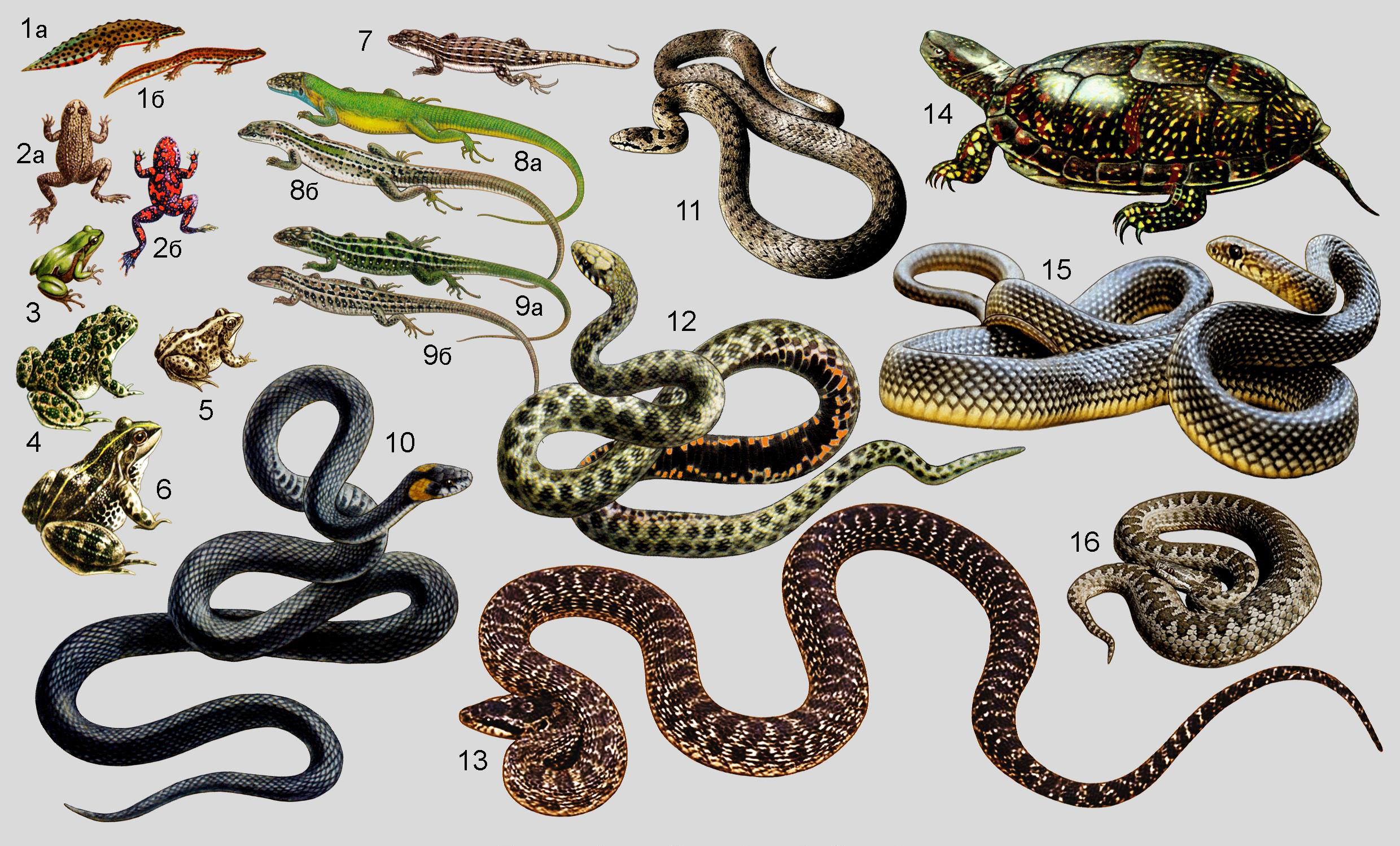
Герпетофауна Запорізької області.
Земноводні: 1 — тритон звичайний (а — самець; б — самка); 2 — джерелянка червоночерева (а — вигляд зі спинного боку; б — вигляд з черевного боку); 3 — квакша звичайна; 4 — ропуха зелена; 5 — часничниця звичайна; 6 — жаба озерна. Плазуни: 7 — ящірка піщана; 8 — ящірка зелена (а — самець; б — самка); 9 — ящірка прудка (а — самець; б — самка); 10 — вуж звичайний; 11 — мідянка звичайна; 12 — вуж водяний; 13 — полоз сарматський; 14 — черепаха болотна; 15 — полоз жовточеревий; 16 — гадюка степова

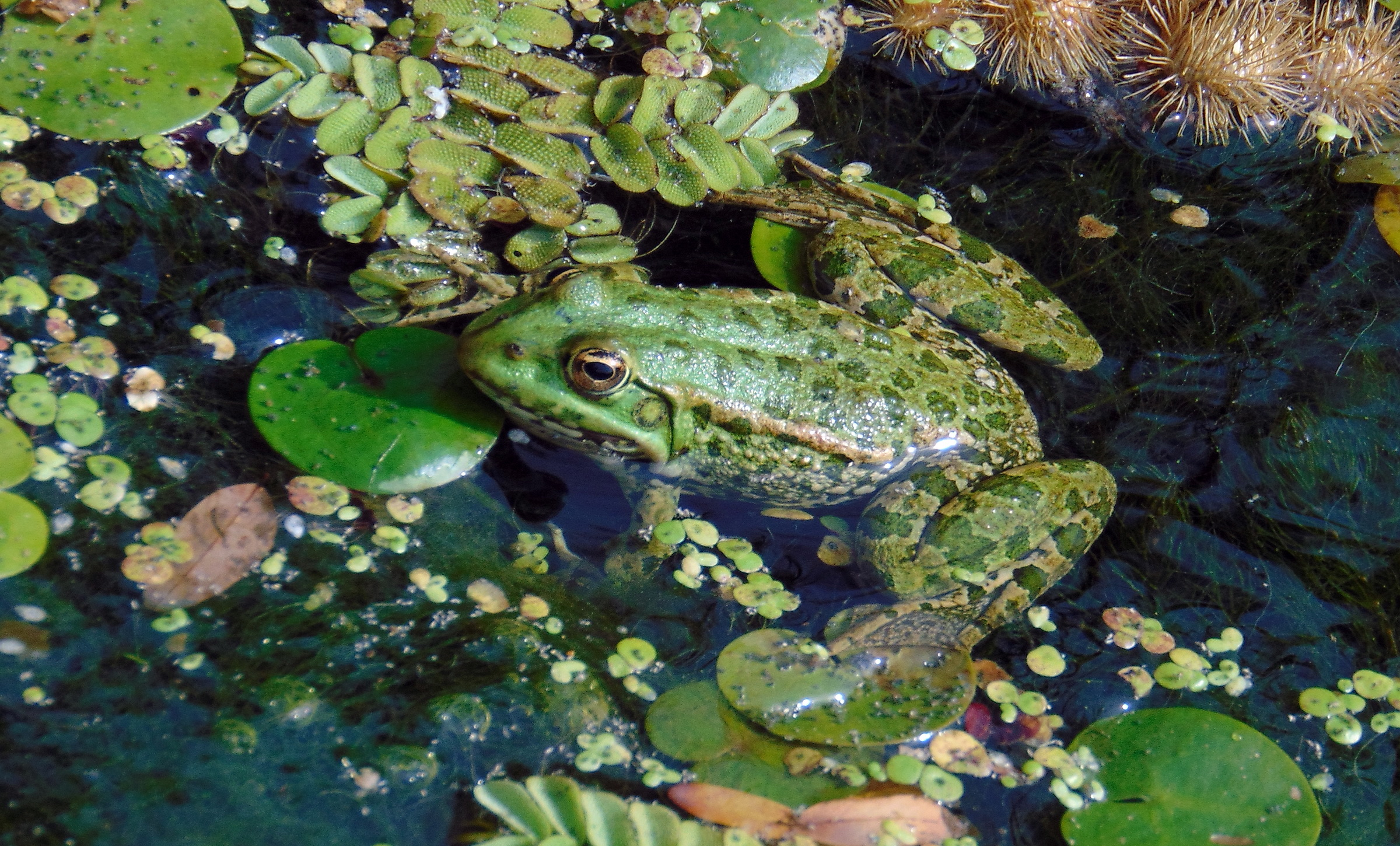
Жаба озерна

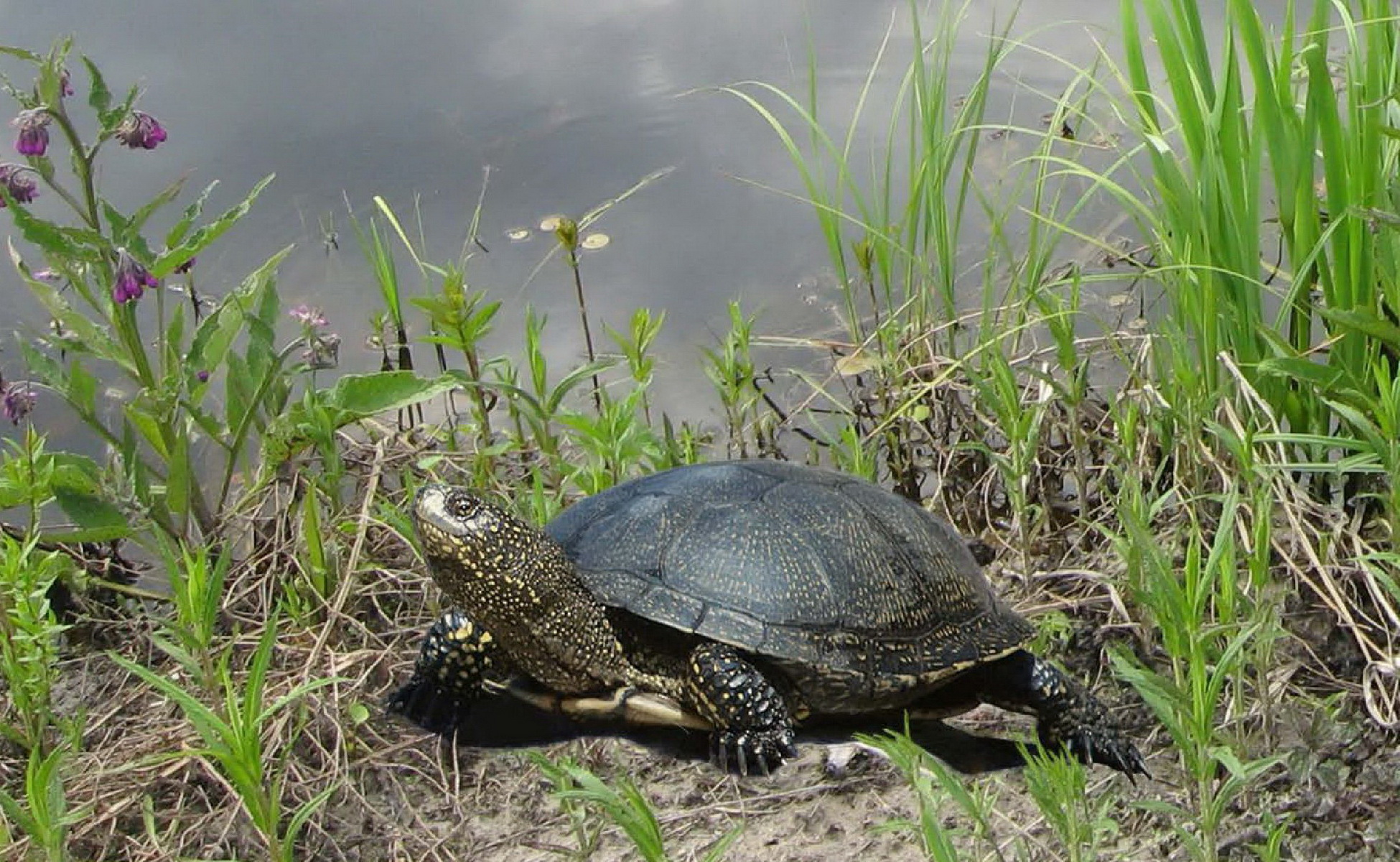
Черепаха болотна

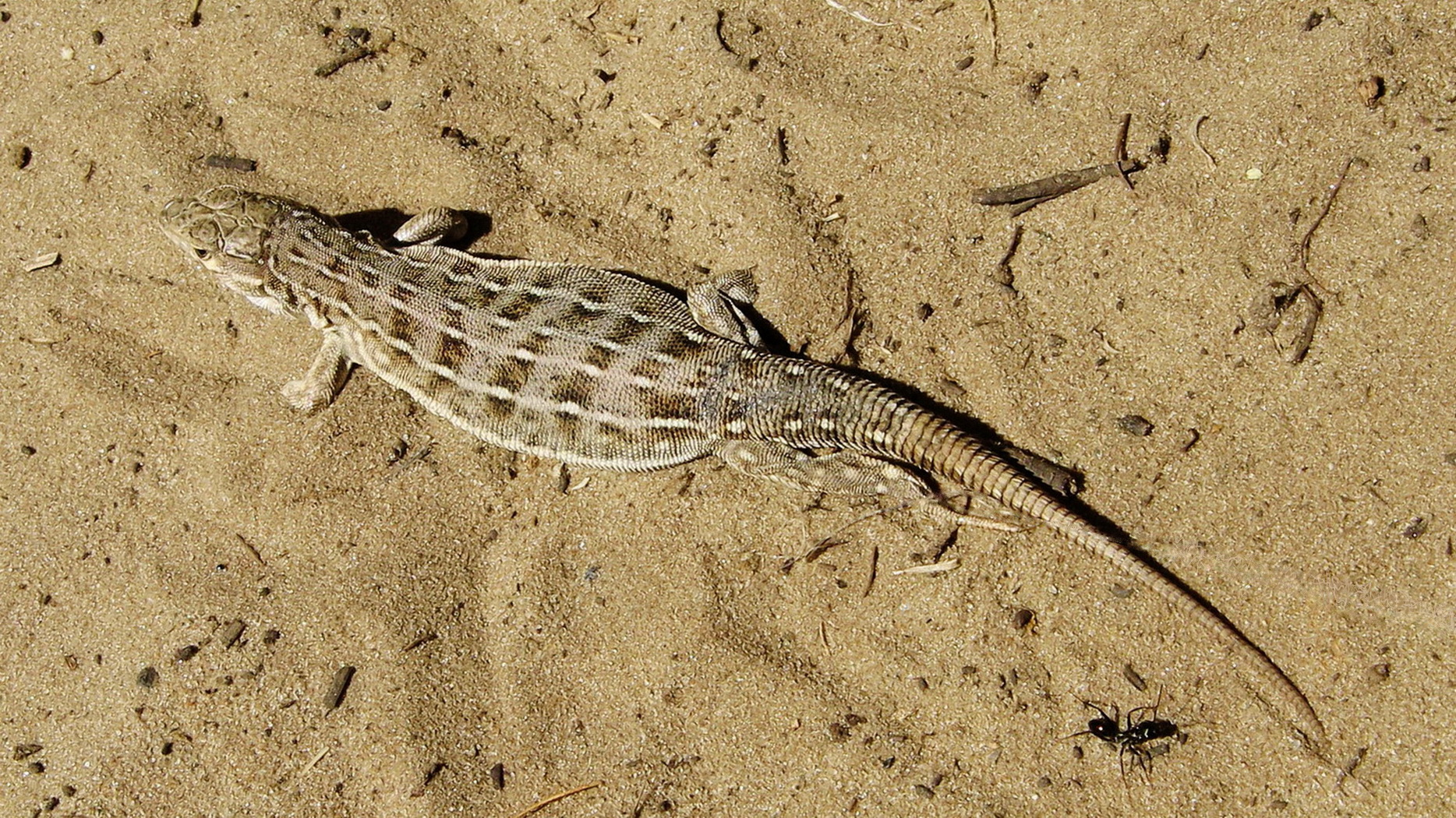
Ящурка піщана

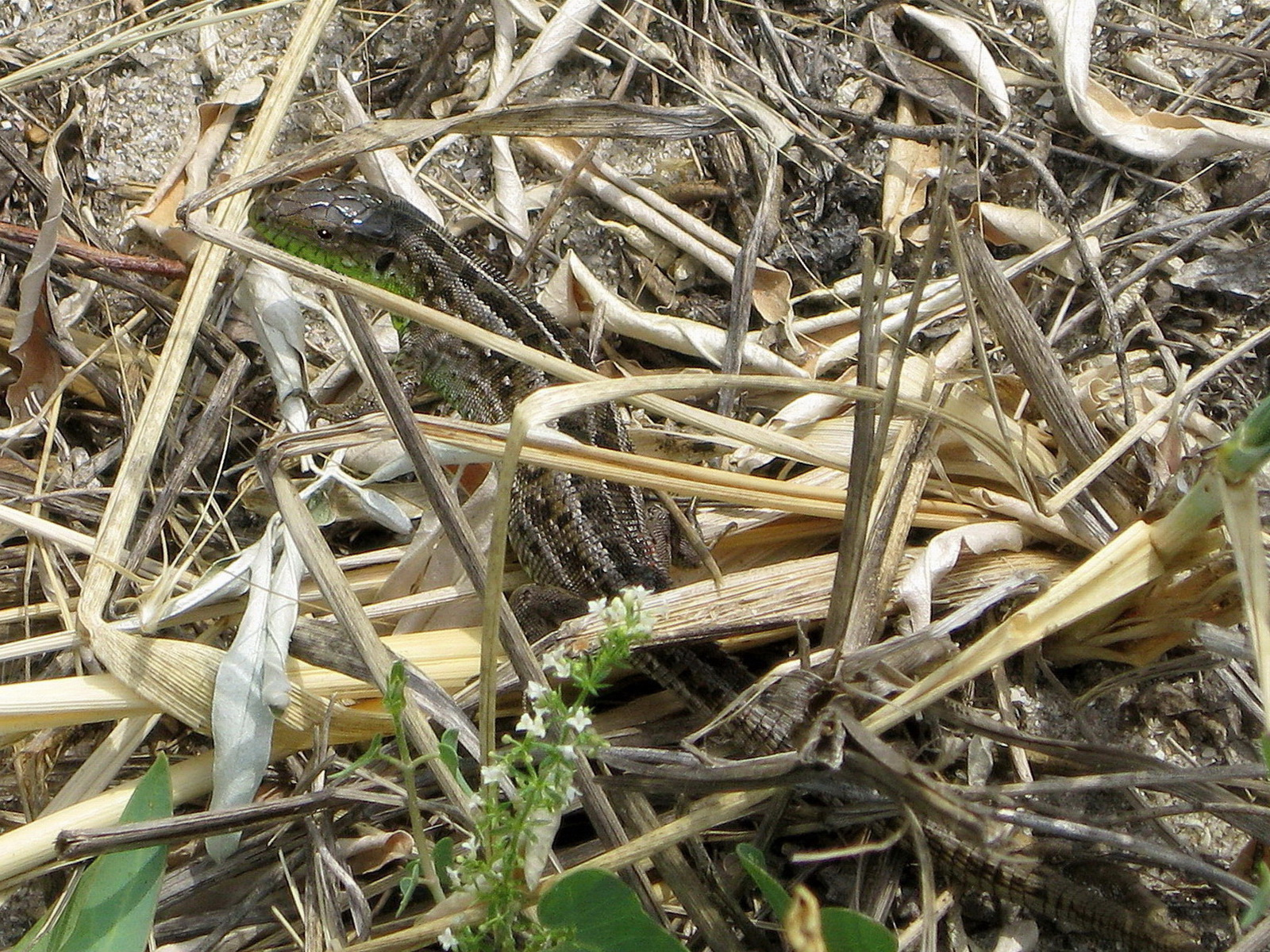
Ящірка прудка

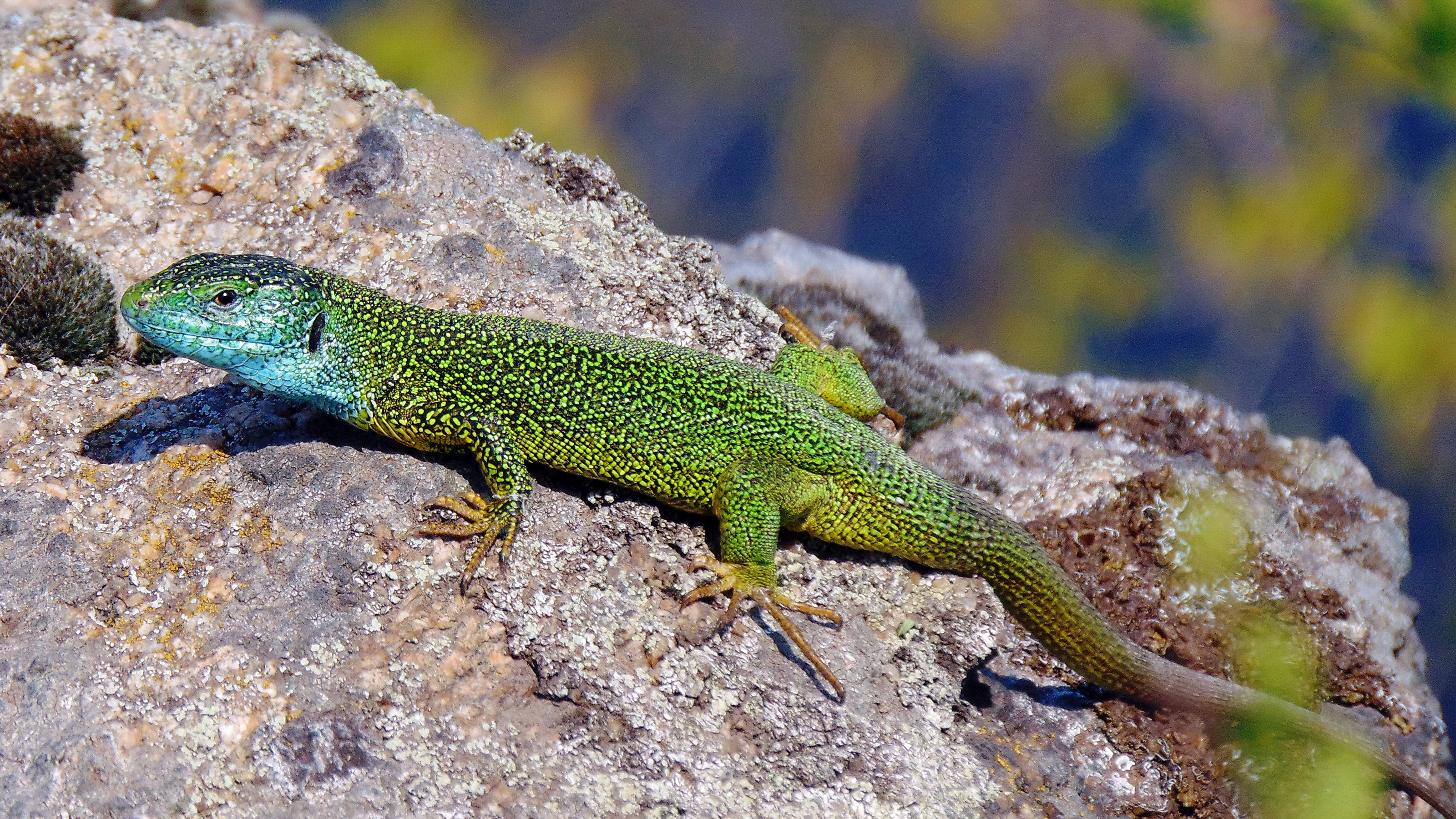
Ящірка зелена

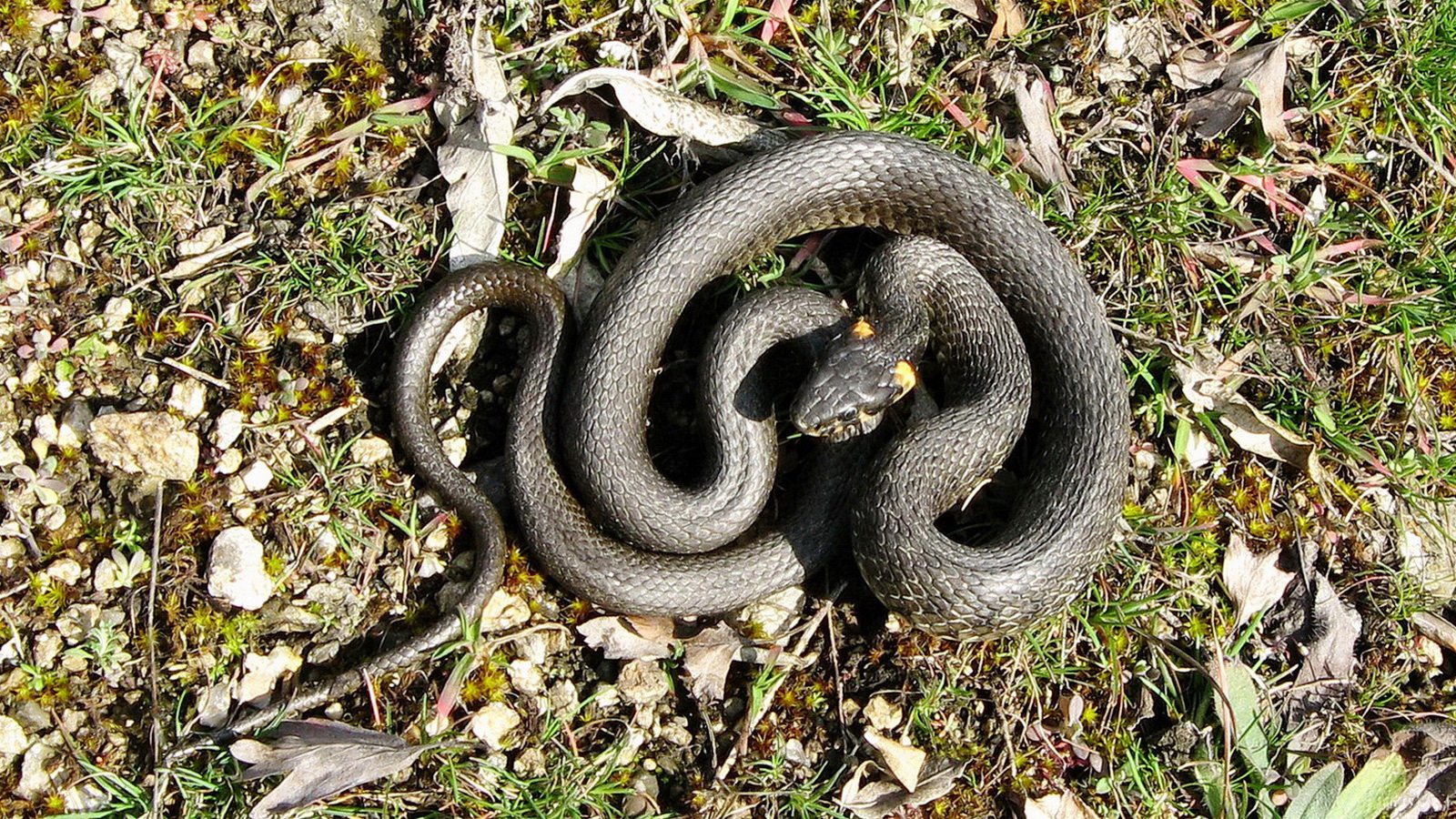
Вуж звичайний

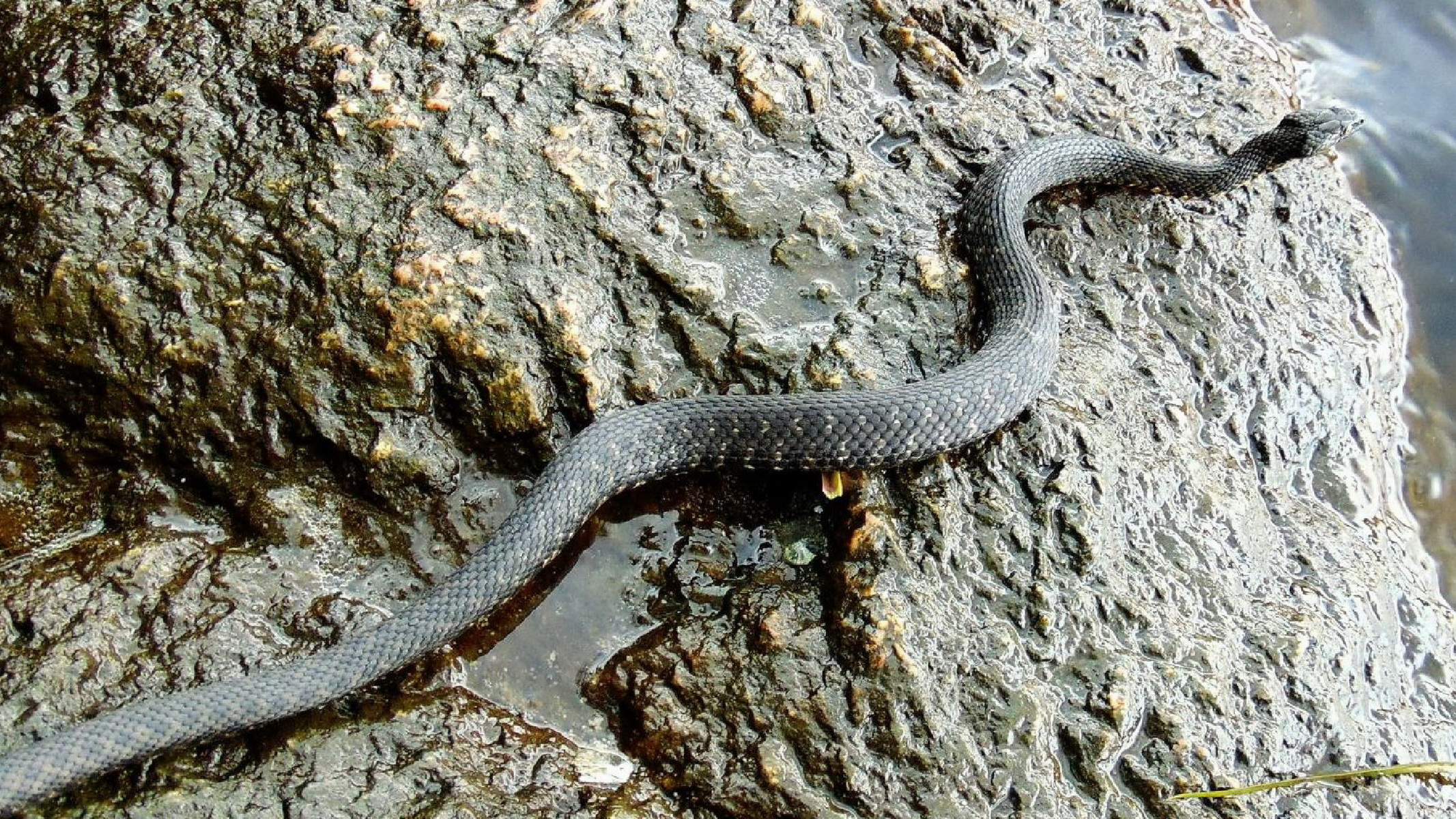
Вуж водяний

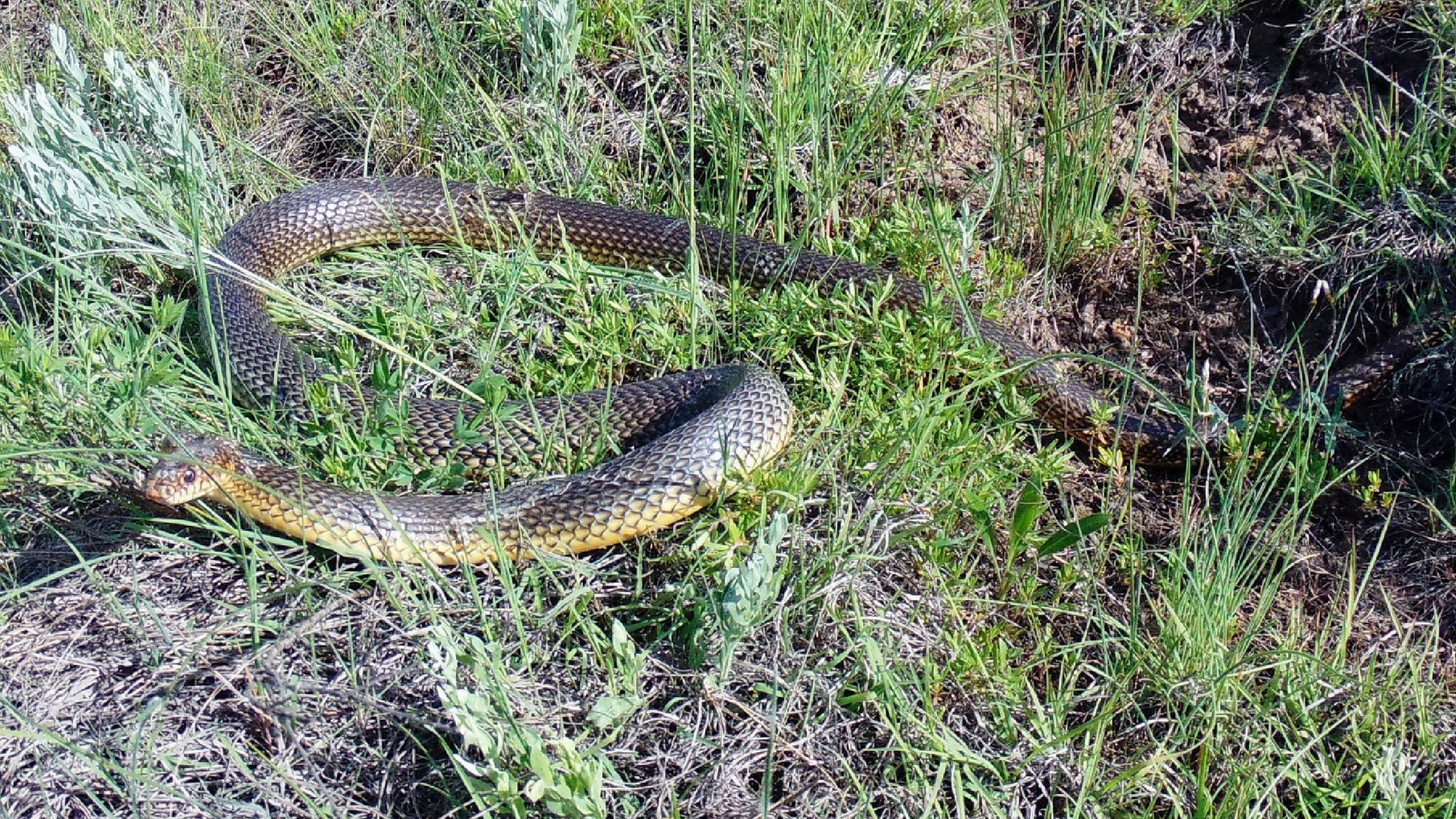
Полоз жовточеревий

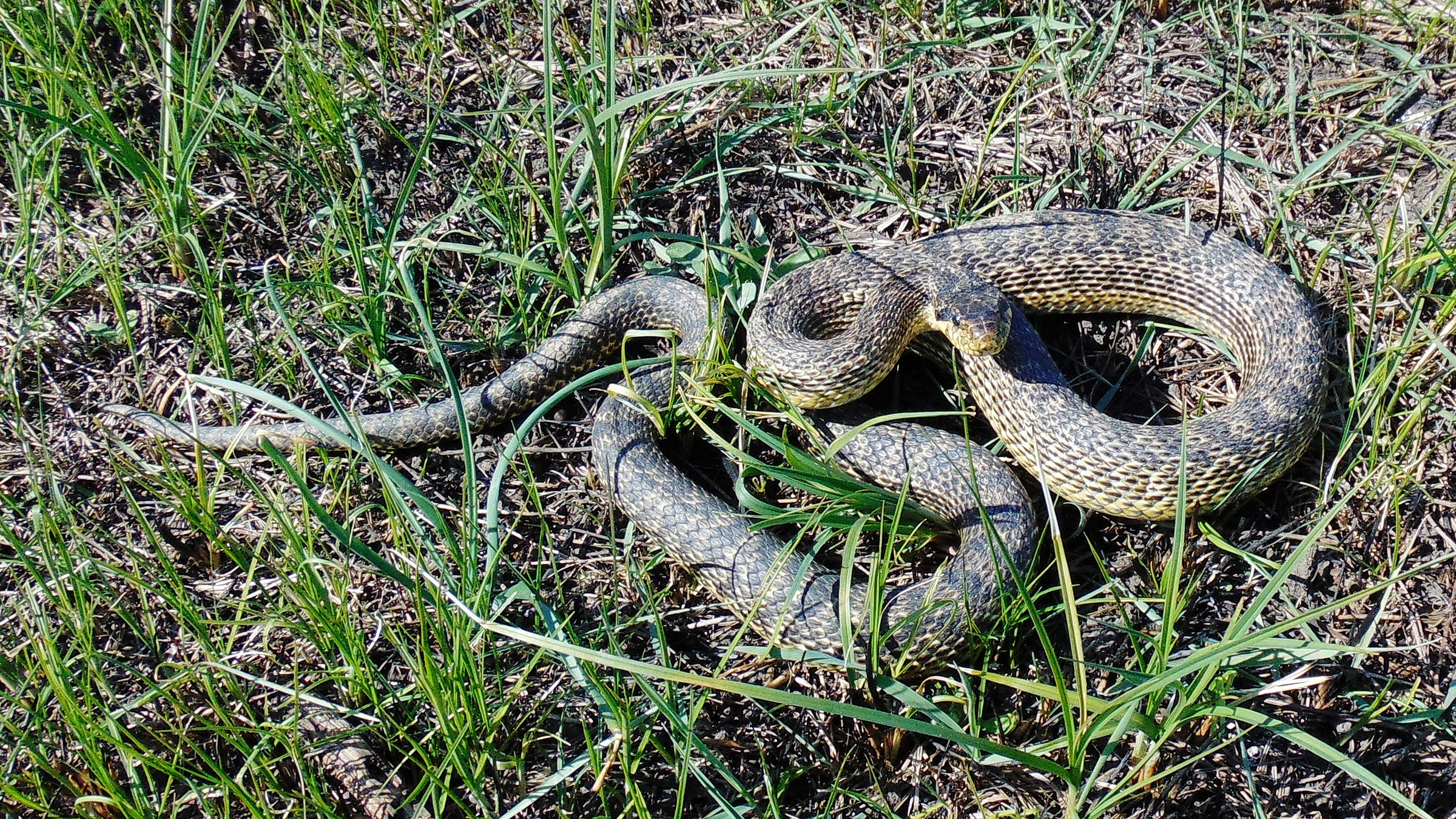
Полоз сарматський

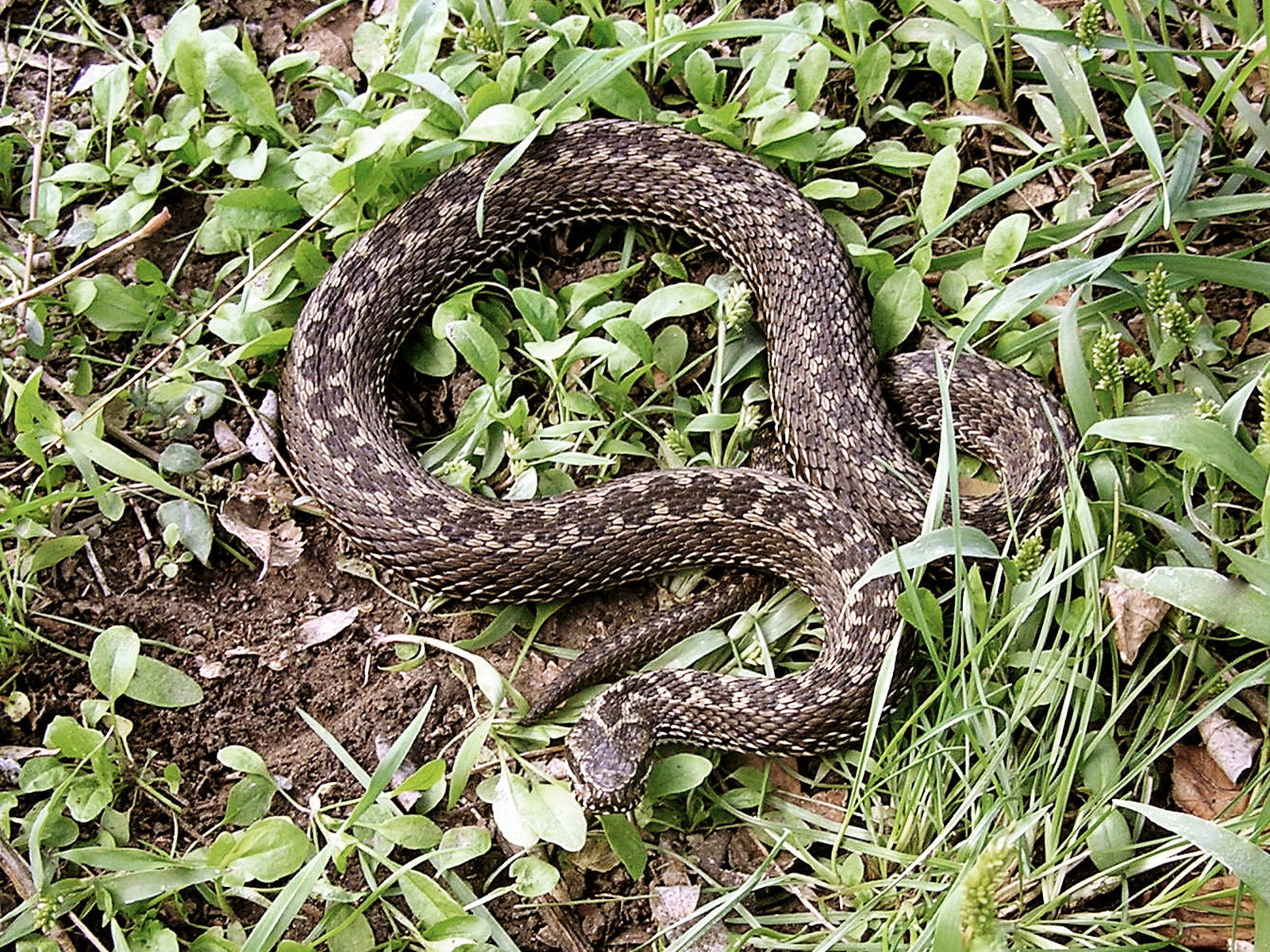
Гадюка степова

Герпетофа́уна Запорізької області  — частина унікального фауністичного комплексу регіону, яка включає 10 видів плазунів та 6 (7) видів земноводних, зареєстрованих на території Запорізької області протягом останніх 50-ти років (1970—2020 рр.).
Герпетофа́уною (дав.-гр. ἑρπετόν — плазун, змія + фауна) називають сукупність видів плазунів та земноводних, які населяють певну територію (акваторію).

## Таксономічний огляд
Систематичний список земноводних і плазунів Запорізької області:
- Клас ЗЕМНОВОДНІ — AMPHIBIA

Ряд Хвостаті земноводні — Caudata
Родина Саламандрові — Salamandridae
Тритон звичайний — Lissotriton vulgaris (Linnaeus, 1758): Ряд Безхвості земноводні — Anura
Родина Джерлянки — Bombinatoridae
Джерелянка [кумка] червоночерева — Bombina bombina (Linnaeus, 1761)
Родина Жаби-землянки — Pelobatidae
Часничниця [землянка] звичайна — Pelobates fuscus (Laurenti, 1768)
Родина Райки — Hylidae
Квакша [райка] звичайна — Hyla arborea (Linnaeus, 1758)
Родина Ропухи — Bufonidae
Ропуха зелена — Bufo viridis Laurenti, 1768
Родина Жаби — Ranidae
Жаба озерна — Pelophylax ridibundus (Pallas, 1771)
- Клас ПЛАЗУНИ — REPTILIA

Ряд Черепахи — Testudines
Родина Прісноводні черепахи — Emydidae
Черепаха болотна — Emys orbicularis (Linnaeus,1758)
Ряд Ящірки — Sauria
Родина Справжні ящірки — Lacertidae
Ящурка піщана [різнокольорова] — Eremias arguta (Pallas, 1773)
Ящірка прудка — Lacerta agilis Linnaeus, 1758
Ящірка зелена — Lacerta viridis (Laurenti, 1768)
Ряд Змії — Serpentes
Родина Вужеві — Colubridae
Мідянка звичайна — Coronella austriaca Laurenti, 1768
Полоз сарматський [паласів, чотирисмугий] — Elaphe sauromates (Pallas, 1814)
Полоз жовточеревий [каспійський] — Dolichophis caspius  (Gmelin, 1789)
Вуж звичайний — Natrix natrix (Linnaeus, 1758)
Вуж водяний — Natrix tessellata (Laurenti, 1768)
Родина Гадюкові — Viperidae
Гадюка степова — Vipera (Pelias) renardi (Christoph, 1861)
За даними останніх батрахологічних досліджень, у Запорізькому Приазов'ї можливо поширений ще один вид амфібій — часничниця Палласа Pelobates vespertinus (Pallas, 1771). Крім того, зараз вважається, що квакша звичайна зустрічається тільки в Західній Україні, а в інших регіонах поширений близький вид — квакша східна Hyla orientalis (Bedriaga, 1890).
За повідомленням В. Стрельченко, до створення Каховського водосховища у Кінських плавнях зустрічалась так звана «блакитна жаба» — жаба гостроморда (Rana arvalis).
Таким чином, герпетофауна Запорізької області представлена 2 класами хребетних тварин (29 % від кількості класів хребетних тварин фауни України). Земноводні регіону представлені 2 рядами (100 % від кількості рядів земноводних України), 6 родинами (100 % відповідно), 6 родами (60 % відповідно) та 6(7) видами (27(32) % відповідно). Плазуни регіону представлені 3 рядами (100 % від кількості рядів плазунів України), 6 родинами (67 % відповідно), 8 родами (53 % відповідно) та 10 видами (43 % відповідно).

## Біогеографічний огляд
Зоогеографічно територія Запорізької області належить до Казахстано-Монгольської провінції Центральноазійської підобласті Голарктичної зоогеографічної області. Герпетофауну Запорізької області можна умовно поділити на три хорологічні групи:
1. відносно космополітні види (ареали включають Європу, Північну Африку, Західну і Центральну Азію);
2. види з переважно європейськими ареалами;
3. види з переважно західно- і центральноазійськими ареалами.

До першої хорологічні групи належать 5 видів, що складає 31 % від герпетофауни регіону. Вона включає дві хорологічні підгрупи:
- північноафро-західноєвразійські види (черепаха болотна, вужі звичайний і водяний);
- західноєвразійські види (жаба озерна, ящірка прудка).

До другої хорологічні групи належать 7 видів, що складає 44 % від герпетофауни регіону. Вона включає три хорологічні підгрупи:
- західносибірсько-європейські види (тритон звичайний, часничниця звичайна, ропуха зелена);
- західноазійсько-європейські види (ящірка зелена, мідянка звичайна);
- європейські (джерелянка червоночерева, квакша звичайна).

До третьої хорологічні групи належать 4 види, що складає 25 % від герпетофауни регіону. Вона включає дві хорологічні підгрупи:
- південноєвропейсько-західноазійські види (полоз жовточеревий, полоз сарматський);
- понтійсько-центральноазійські види (ящурка піщана, гадюка степова).

Таким чином, у біогеографічному аспекті ядро герпетофауни Запорізької області складають «європейські» види з домішкою «азійських».

## Еколого-фауністичний огляд
За середовищем існування в герпетофауні регіону переважають амфібіонтні види земноводних (всі види) і плазунів (черепаха болотна, вужі звичайний і водяний), які складають 56 % від загальної кількості видів. Інші 7 видів плазунів (44 % герпетофауни) складають групу аеробіонтів.
По відношенню до вологості середовища основу герпетофауни Запорізької області (56 %) складають вологолюбні види — гідрофіли (джерелянка червоночерева, жаба озерна, черепаха болотна, вужі звичайний і водяний) і гігрофіли (тритон звичайний, часничниця звичайна, квакша звичайна, ропуха зелена). Мезофільні (ящірка прудка, мідянка звичайна) і ксеромезофільні (ящірка зелена, полоз сарматський) види разом складають 25 % герпетофауни регіону, ксерофільні (ящурка піщана, полоз жовточеревий, гадюка степова) — відповідно 19 %.
Зональним фауноценотичним комплексом у межах Запорізької області є степовий. До нього як субдомінуючі види входять ящурка піщана, гадюка степова, полози жовточеревий і сарматський. В інтразональних ландшафтах сформувались лучний (тритон звичайний, часничниця звичайна, квакша звичайна, ропуха зелена, ящірка прудка, ящірка зелена, мідянка звичайна, полоз сарматський), лісовий (тритон звичайний, часничниця звичайна, квакша звичайна, ропуха зелена, мідянка звичайна, полоз сарматський), водно-болотний (жаба озерна, джерелянка червоночерева, черепаха болотна, вужі водяний і звичайний) і петрофітний (ящірка зелена, гадюка степова, полози жовточеревий і сарматський) фауноценотичні комплекси. Окремі види земноводних (жаба озерна) і плазунів (ящірки прудка і зелена) місцями можуть грати домінуючу роль у певних фауноценотичних комплексах. Ряд видів плазунів і земноводних періодично факультативно входять до суміжних фауноценотичних комплексів, що буває пов'язано із сезонними міграціями, переміщеннями до сховищ та добуванням корму.

## Раритетний огляд
Всі види земноводних і плазунів, які складають герпетофауну Запорізької області, охороняються природоохоронними документами різного рангу. Найвищий охоронний статус мають 3 види плазунів, занесені до Червоного списку МСОП (черепаха болотна, гадюка степова) та 3 види, занесені до Європейського Червоного списку (черепаха болотна, ящурка піщана, гадюка степова). До Червоної книги України занесені 5 видів плазунів (ящірка зелена, мідянка звичайна, полоз жовточеревий, полоз сарматський, гадюка степова). Всі інші види земноводних і плазунів регіону перебувають під охороною Бернської конвенції про охорону дикої флори і фауни та природних середовищ існування в Європі.
Не всі представники герпетофауни, не зважаючи на їх природоохоронний статус, є рідкісними (раритетними) в регіоні. В умовах Запорізької області це ропуха зелена, жаба озерна, ящірка прудка, вужі звичайний і водяний. Нижче наводиться короткий огляд раритетних видів земноводних і плазунів Запорізької області.
Тритон звичайний. Занесений до Бернської конвенції (вид підлягає охороні). Вид перебуває на південній межі ареалу. Спорадично зустрічається в плавневих природних комплексах Запорізького Придніпров'я. Спостерігається тенденція до значного скорочення чисельності. Вид необхідно занести до Червоного списку тварин Запорізької області.
Кумка червоночерева|Джерелянка червоночерева. Занесена до Бернської конвенції (вид підлягає особливій охороні). Вид перебуває на південній межі ареалу. Спорадично зустрічається в плавневих природних комплексах Запорізького Придніпров'я. Спостерігається тенденція до скорочення чисельності. Вид необхідно занести до Червоного списку тварин Запорізької області.
Квакша звичайна. Занесена до Бернської конвенції (вид підлягає особливій охороні). Вид перебуває на південній межі ареалу. До середини ХХ століття квакша була досить звичайним видом у Дніпровсько-Кінських плавнях (Великий Луг). Але після створення Каховського водосховища стала рідкісною. За свідченнями місцевих краєзнавців, зустрічалася у Розумівсько-Біленьківських плавнях до кінця 70-х років минулого століття. Остання достовірна знахідка виду датується 1989 роком (о. Хортиця). Вид необхідно занести до Червоного списку тварин Запорізької області.
Часничниця звичайна. Занесена до Бернської конвенції (вид підлягає особливій охороні). Спорадично зустрічається в заплавах і на піщаних терасах долин річок регіону, а також приморських піщаних терасах. Спостерігається тенденція до скорочення чисельності. Вид необхідно занести до Червоного списку тварин Запорізької області.
Черепаха болотна. Занесена до Червоного списку МСОП (вид близький до стану загрози зникнення), Європейського Червоного списку (вид близький до стану загрози зникнення) та Бернської конвенції (вид підлягає особливій охороні). Спорадично зустрічається в заплавах річок регіону, інтродукована в ряді водосховищ та ставків. Спостерігається тенденція до скорочення чисельності. Вид доцільно занести до Червоного списку тварин Запорізької області.
Ящірка піщана. Занесена до Європейського Червоного списку (вид близький до стану загрози зникнення) та Бернської конвенції (вид підлягає охороні). Спорадично зустрічається на піщаних терасах долин річок регіону, а також приморських піщаних терасах, у тому числі на косах. Спостерігається тенденція до значного скорочення чисельності. Вид доцільно занести до Червоного списку тварин Запорізької області.
Ящірка зелена. Занесена до Червоної книги України (вразливий вид) та Бернської конвенції (вид підлягає особливій охороні). Поширена в Запорізькому Правобережжі. Віддає перевагу ландшафтам з кам'янистими відслоненнями, зустрічається також серед лучного і чагарникового степу та на суходільних луках. Спостерігається тенденція до скорочення чисельності. Вид доцільно занести до Червоного списку тварин Запорізької області.
Полоз жовточеревий. Занесений до Червоної книги України (вразливий вид) та Бернської конвенції (вид підлягає особливій охороні). Поширений у всіх районах області. Є типовим мешканцем степових ландшафтів, віддаючи перевагу місцям з кам'янистими відслоненнями. Спостерігається тенденція до скорочення чисельності. Вид доцільно занести до Червоного списку тварин Запорізької області.
Полоз сарматський. Занесений до Червоної книги України (вразливий вид) та Бернської конвенції (вид підлягає особливій охороні). Спорадично зустрічається в ряді районів області. Віддає перевагу відкритим місцям, але переважно тримається поряд з чагарниками, узліссями та кам'янистими відслоненнями. Спостерігається тенденція до скорочення чисельності. Вид доцільно занести до Червоного списку тварин Запорізької області.
Гадюка степова.  Занесений до Червоної книги України (вразливий вид) та Бернської конвенції (вид підлягає особливій охороні). Спорадично зустрічається в ряді районів області, переважно на Лівобережжі. Є типовим мешканцем степових ландшафтів, у тому числі на ділянках із кам'янистими відслоненнями; у літній період зустрічається також на сухих ділянках річкових заплав та лиманів. Спостерігається тенденція до скорочення чисельності. Вид доцільно занести до Червоного списку тварин Запорізької області.